# 乔纳森·卡勒
乔纳森·卡勒（1944年10月1日—）是一位美国結構主義文学批评和文学理论家，康奈尔大学英文和比较文学教授，主要作品有入选牛津通识读本的《文学理论》（Literary Theory）和《巴特》（Barthes）等。